# راسلمينيا 9
راسلمينيا 9 هو المهرجان التاسع من سلسلة مهرجانات راسلمينيا التي تقدمها مؤسسة الدبليو دبليو أي عرض في 4 أبريل 1993 في ساحة فندق سيزار بالاس في مدينة لاس فيغاس بولاية نيفادا الأمريكية.

## روابط خارجية
- راسلمينيا 9 على موقع IMDb (الإنجليزية)
- راسلمينيا 9 على موقع قاعدة بيانات الفيلم (الإنجليزية)
- راسلمينيا 9 على موقع كينوبويسك (الروسية)

- The Official Website of WrestleMania IX